# リヨン・パール＝デュー駅
リヨン・パール＝デュー駅（フランス語: Gare de Lyon-Part-Dieu）は、フランスのリヨンにあるフランス国鉄（SNCF）の駅である。リヨン市当局はこの駅を古くからの中心駅であるリヨン・ペラーシュ駅に代わるリヨンの鉄道網の中心と位置付けているため、継続的に駅の拡張工事を進めている。
本記事では、メトロB線とトラム1号線のパール＝デュー＝ヴィヴィエ・マール駅（停留所）（Gare Part-Dieu - Vivier Merle）、トラム3号線と4号線、ローヌエクスプレスのパール＝デュー＝ヴィエッテ停留所（Gare Part-Dieu - Villette）も掲載する。

## 概要
リヨン・ペラーシュ駅と共にリヨンならびにメトロポール・ド・リヨンを代表する駅である。1983年に貨物駅を旅客駅に改造して開業。1982年まで近隣にリヨン・ブロトー駅があったが、パール＝デュー駅の開業に伴い廃駅となった。
パール＝デュー駅は、フランス国内ではイル＝ド＝フランス地域圏以外では最も利用者数の多い駅である。市内には他にペラーシュ、ヴェーズ、サン＝ポール、ゴルジュ＝ド＝ルー、ジャン・マセと5つの駅がある。
駅西側にはメトロB線とトラム1号線の「パール＝デュー＝ヴィヴィエ・マール駅（停留所）」があり、東側にはトラム3号線と4号線、ローヌエクスプレスの「パール＝デュー＝ヴィエッテ停留所」がある。ローヌエクスプレスは、パール＝デューとリヨン・サン＝テグジュペリ空港を結んでいる。

## 歴史
もともとは1859年に貨物駅として開業し、その後、1978年から新市街地計画の一環として旅客用のため建設された。そもそもはパール＝デュー地区をリヨン第2の中心地とすることを意図していたため、駅とショッピングセンター、政府庁舎、超高層ビルが一体となって建設された。以前はこの地区にはリヨン・ブロトー駅があったが、1982年に閉鎖され、パール＝デュー駅に集約された。
2018年春、駅全体とその周辺の再建を目指した大規模な再建・改修工事が開始された。現在もなお、工事中である。

## 駅構造

### フランス国鉄
6面12線の島式ホームと線路を使用している。ホームと線路は南北に伸びている。

### メトロ
パール＝デュー＝ヴィヴィエ・マール駅（パール＝デュー＝ヴィヴィエ・マールえき、フランス語: Gare Part-Dieu - Vivier Merle）は、フランスのリヨンにあるリヨン・メトロの駅である。SNCFリヨン・パール＝デュー駅の西側、ヴィヴィエ・マール大通りに位置する。1978年のB線開通時に開業した。旅客案内ではパール＝デュー駅（Part-Dieu）とのみ表記されている。
相対式ホーム2面2線を有する地下駅。西側の出口は、ウェストフィールド・ラ・パール＝デューに直結している。

### トラム
トラム停留所はSNCF駅の東西にそれぞれ設置されており、それぞれ西側が「ヴィヴィエ・マール」、東側が「ヴィエッテ」と名付けられている。

## 利用状況
1983年には1日約3.5万人であったが、2001年には約8万人に増加し、2010年には約14万人に達した。これは当初の予測を上回る増加率である。

## 駅周辺
- ウェストフィールド・ラ・パール＝デュー
- テット・ドール公園（フランス語版）